# Міагра рудовола
Міа́гра рудовола (Myiagra vanikorensis) — вид горобцеподібних птахів родини монархових (Monarchidae). Мешкає на Фіджі та на Соломонових Островах.

## Опис
Довжина птаха становить 13 см, вага 13 г. Виду притаманний статевий диморфізм. У самців голова, горло, верхня частина тіла, крила і хвіст темно-чорні з синюватим відтінком, нижня частина тіла рудувата, гузка біла. У самиць верхня частина тіла темно-сіра, нижня частина тіла рудувата, горло рудувате. У самців — представників підвиду M. v. kandavensis нижня частина тіла оранжевав, а у самиць — представниць підвиду M. v. dorsalis горло білувате. Молоді птахи схожі на самиць, на крилах у них білі смуги. Рудоволі міагри мають великий, дещо гачкуватий чорний дзьоб і чорні лапи.

## Підвиди
Виділяють п'ять підвидів:
- M. v. vanikorensis (Quoy & Gaimard, 1832) — острів Ванікоро;
- M. v. rufiventris Elliot, DG, 1859 — північні, центральні і південні фіджійські острови;
- M. v. kandavensis Mayr, 1933 — острови Мбенґа[en], Ватулеле[en] і Кандаву[en] (південний захід Фіджі);
- M. v. dorsalis Mayr, 1933 — північні острови Лау[en] та острови Моала[en] (схід Фіджі);
- M. v. townsendi Wetmore, 1919 — південні острови Лау[en].

## Поширення і екологія
Рудоволі міагри мешкають на Фіджі, а також на острові Ванікоро в архіпелазі Санта-Крус. Вони живуть в рівнинних тропічних лісах, в парках, садах і лісових масивах.

## Поведінка
Рудоволі міагри харчуються переважно комахами, яких ловлять в польоті або шукають на нижній стороні листя. Також вони їдять дрібні плоди і невеликих хребетних тварин. На Фіджі рудоволі мігри гніздяться з вересня по лютий. Гнізда чашоподібні, зроблені з рослинних волокон, стебел і корінців, утеплені шерстю зсередини і лишайниками та листям зовні. Вони розміщуються на деревах, прикріплюються до горизонтально розташованих гілок. В кладці 1-2 рожевуватих яйця. Рудоволі міагри часто стають жертвами сапсанів і фіджійських яструбів.